# 駒形神社 (三郷市)
駒形神社（こまがたじんじゃ）は、埼玉県三郷市の神社。

## 歴史
創建年代は不明である。ただ『駒形大明神勧進帳』によれば、慶長年間（1596年 - 1615年）に亡くなった「高貴な方の愛馬」が当地の有力者の夢に現れ、馬の頭を祀れば諸病を治し、災難を取り除くと託宣をした。その有力者は、夢に従って馬が亡くなったという場所を訪れ、馬の頭を得た。それを祀ったのが当社の由来である。
1872年（明治5年）、近代社格制度に基づく「村社」に列せられ、1909年（明治42年）の神社合祀により、周辺の3社が合祀された。

## 交通アクセス
- 新三郷駅より徒歩26分。